# Lasiopogon yukonensis
Lasiopogon yukonensis là một loài ruồi trong họ Asilidae. Lasiopogon yukonensis được Cole & Wilcox miêu tả năm 1938. Loài này phân bố ở vùng Tân Bắc giới.